# Вулиця Трависта
Вулиця Трависта — вулиця в Личаківському районі Львова, у місцевості Знесіння. Прилучається до вулиці Ковельської і є тупиковою.

## Історія
У 1931 році називалась Східна та була в складі селища Знесіння. Сучасна назва з 1933 року.

## Забудова
Забудова — переважно одноповерховий конструктивізм і одноповерхова садибна забудова.